# Великий Шпаків
Вели́кий Шпакі́в —  село в Україні, у Рівненському районі Рівненської області. Населення становить 215 осіб.

## Населення

### Мова
Розподіл населення за рідною мовою за даними перепису 2001 року:
| Мова       | Кількість | Відсоток |
| ---------- | --------- | -------- |
| українська | 214       | 99.53%   |
| російська  | 1         | 0.47%    |
| Усього     | 215       | 100%     |